# 立氏立克次體
立氏立克次體（学名：Rickettsia rickettsii），立克次體科立克次體屬的一種細胞內寄生的细菌，革蘭氏陰性，是落磯山斑點熱的病原體，原生於美洲。